# Léojac
Léojac település Franciaországban, Tarn-et-Garonne megyében. Lakosainak száma 1279 fő (2022. január 1.). Léojac Génébrières, Montauban, Saint-Étienne-de-Tulmont és Saint-Nauphary községekkel határos.

## Népesség
A település népességének változása:
| Lakosok száma | 1136 | 1212 | 1299 | 1284 | 1277 | 1269 | 1262 | 1276 | 1279 |
|               | 2013 | 2015 | 2016 | 2017 | 2018 | 2019 | 2020 | 2021 | 2022 |